# Vulpia alopecuros
Vulpia alopecuros – вид рослин родини Тонконогові (Poaceae). лат. alopecuros — «лисохвіст».

## Опис
Стебла до 90 см, прямостоячі або висхідні, рифлені, гладкі. Листові пластини до 22 см в довжину і 0,5-6 мм шириною, плоскі, або згорнуті. Волоті 2-20 см, циліндричні або вузько-довгасто-еліптичні, односторонні. Колоски 12-28 мм, з 49 гермафродитними квітами. Цвіте з квітня по червень.

## Поширення
Північна Африка: Алжир; [пн.] Марокко. Південна Європа: Італія; Португалія [пд. і зх.]; Гібралтар; Іспанія [пд., Канарські острови]. Росте в луках на піщаних ґрунтах.